# Lichtes Meer
Lichtes Meer ist ein Coming-of-Age-Film von Stefan Butzmühlen aus dem Jahr 2015. Der offizielle deutsche Kinostart war am 4. Februar 2016.

## Handlung
Marek beginnt ein Praktikum auf einem Containerschiff. Voller Vorfreude verlässt er den Bauernhof der Eltern in Vorpommern und geht in Saint-Nazaire an Bord. Marek will die Freiheit kennenlernen und verliebt sich in den geheimnisvollen Matrosen Jean. Allmählich entwickeln sie eine Liebesbeziehung zueinander, doch lange währt die Harmonie nicht. Während Marek sich einen liebevollen Freund und Zuhörer wünscht, scheint Jean nur auf eine rein körperliche Affäre aus zu sein. Die beiden geraten nun öfter in Streit, bis Marek schließlich in einem Moment von Klarheit die Seefahrt aufgibt. Der Film endet mit einer letzten Einstellung, in der Marek aus seinem Hotelzimmer hinaus aufs Meer blickt und sich letztlich wieder dem Alltag zuwendet.

## Hintergrund
Für seinen zweiten Spielfilm nach Sleepless Knights fuhr Butzmühlen als Regisseur ein Jahr zuvor für einige Zeit selbst als Passagier auf einem Containerschiff, um die Tagesabläufe und die Stimmung der Matrosen zu erfassen. Als weitere Inspirationsquellen dienten unter anderem die autobiografischen Aufzeichnungen von Herman Melville, Autor von Moby-Dick, sowie der Roman Pêcheur d’Islande des Schriftstellers und Marineoffiziers Pierre Loti.